# Gruppenarbeit (Didaktik)
Die Gruppenarbeit in der Didaktik ist eine zeitlich befristete Zusammenarbeit einer Gruppe von Lernenden (oft drei bis fünf) mit dem Zweck der kommunikativen und kooperativen Lösung von Aufgaben oder Problemen. Ein bekannter Begründer und Theoretiker dieses Ansatzes war Hugo Gaudig.

## Überblick
Die didaktische Methode „Gruppenarbeit“ zählt zu den grundlegenden Lehrmethoden in den unterschiedlichen Bildungsbereichen. Sie wird mit Kleingruppen von meist drei bis fünf Lernenden durchgeführt, die eine Aufgabenstellung gemeinsam (arbeitsgleich oder arbeitsteilig) bearbeiten. Der Ablauf gestaltet sich i. d. R. wie folgt: Informationsphase, Gruppenbildung, Arbeitsphase, Gruppenberichte und Zusammenführung.
Die Grundidee einer „Gruppenarbeit“ besteht darin, die Lernenden gemeinschaftlich an einer Aufgabenstellung arbeiten zu lassen. Dabei ergänzt sich das unterschiedliche Vorwissen der Lernenden, so dass sie im besten Falle zu einem gemeinschaftlich und interaktiv erarbeiteten Gruppenergebnis kommen, das einzeln nur schwer zu erreichen gewesen wäre.

## Vorgehensweise
Eine Gruppenarbeit hat üblicherweise den folgenden Ablauf:
- Informationsphase: Die Lernenden erhalten sowohl Informationen über den Kontext der Aufgabenstellung (Thema, Leitidee bzw. Leitfrage, Ziele) als auch über die Aufgabenstellung selbst. Zu letzterer zählen insbesondere die eigentliche Frage oder Aufgabe bzw. das zu bearbeitende Problem, die Form des erwünschten Arbeitsergebnisses und der vorgesehene Zeitplan.
- Gruppenbildung: Abhängig von der jeweiligen unterrichtlichen Situation können sich die einzelnen Teilgruppen selbst zusammenfinden, werden per Los ermittelt oder durch die Lehrperson zusammengestellt.
- Arbeitsphase: Die Aufgabe der Lehrperson ist es, die Kleingruppen während der eigentlichen Gruppenarbeitsphase angemessen zu betreuen. Dabei gibt es koordinative Herausforderungen, die sich beispielsweise auf die zu verwendenden Unterlagen oder die Form des Arbeitsergebnisses beziehen, und gruppendynamische Herausforderungen, die sich etwa auf das defensive Verhalten einzelner Gruppenmitglieder, das sogenannte soziale Faulenzen, beziehen.[3]
- Gruppenberichte: Die unterschiedlichen Teilgruppen berichten – oftmals medial unterstützt – über ihr Arbeitsergebnis und das gewählte Vorgehen.
- Zusammenführung: Die einzelnen Arbeitsergebnisse werden mit Bezug auf Thema und Ziel inhaltlich zusammengeführt und ergänzt.[4]

## Formen
Idealtypisch lassen sich zwei Formen der Gruppenarbeit unterscheiden:
- arbeitsgleich, d. h. alle Kleingruppen bearbeiten dieselbe Aufgabenstellung. In dieser Variante setzen sich alle Lernenden mit demselben Stoff bzw. derselben Fragestellung auseinander, sodass die gesamte Lerngruppe auf einem annähernd ähnlichen Niveau verbleibt; werden alle Gruppenergebnisse im Plenum vorgestellt, kann sich angesichts der vielen Redundanzen allerdings eine gewisse Eintönigkeit einstellen.

- arbeitsteilig, d. h. jede Kleingruppe bearbeitet über eine jeweils spezifische Aufgabenstellung ein Teilthema des Unterrichts. In dieser Variante ist die inhaltliche Abwechslung bei den Gruppenberichten sichergestellt; treten jedoch Defizite bei den einzelnen Gruppenberichten auf, ist die Lehrperson mit zahlreichen Korrekturbeiträgen gefordert.

In einer Variante lassen sich die Vorzüge beider Formen kombinieren: Jedes Teilthema wird von zwei Gruppen bearbeitet, so dass es einerseits eine gewisse Abwechslung der Themen gibt und andererseits die Dopplung der Berichte aus den Teilgruppen die Korrektheit bzw. Richtigkeit der Arbeitsergebnisse erhöht, indem die jeweils zweite Gruppe sinnvoll ergänzt bzw. korrigiert.

## Funktion
Eine Gruppenarbeit kann dazu beitragen, das selbständige Handeln der Lernenden, ihre wahrgenommene Verantwortlichkeit und die sich durch dieses Setting einstellende Motivation zu stärken. Zudem kann sie die Weiterentwicklung von sozialen und methodischen Kompetenzen unterstützen.
Durch die Verwendung echter Gruppenaufgaben mit unterschiedlichen Teilaufgaben für die einzelnen Gruppenmitglieder wird das kooperative Handeln besonders gefördert. Solange die der Gruppe gestellte Aufgabe auch alleine zu bewältigen wäre, ist es für die Gruppe oft wenig einsichtig, kooperativ zu agieren.
Eine Gruppenarbeit kann die Arbeit in kleineren sozialen Formen (Einzel- und Partnerarbeit) vorbereiten oder nacharbeiten, den Lernenden unterschiedliche Rollen zuweisen und dadurch auch die Kooperation und Kommunikation der Lernenden trainieren.

## Varianten
Eine spezielle Variante der Gruppenarbeit ist das Gruppenpuzzle. Im Gegensatz zur gewöhnlichen Gruppenarbeit haben die Lernenden hier keine Möglichkeit sich „zu verstecken“, da jede Person eine spezielle Aufgabe übertragen bekommt.